# Themone carveri
Themone carveri är en fjärilsart som beskrevs av Archibald C. Weeks 1906. Themone carveri ingår i släktet Themone och familjen Riodinidae. Inga underarter finns listade i Catalogue of Life.